# یوهان لاپیره
یوهان لاپیره (انگلیسی: Johan Lapeyre؛ زادهٔ ۳ اوت ۱۹۸۵) بازیکن فوتبال اهل فرانسه است.
از باشگاه‌هایی که در آن بازی کرده‌است می‌توان به باشگاه فوتبال نانسی اشاره کرد.